# Coleophora dianthivora
Coleophora dianthivora is een vlinder uit de familie kokermotten (Coleophoridae). De wetenschappelijke naam is voor het eerst geldig gepubliceerd in 1901 door Walsingham.
De soort komt voor in Europa.